# Dodir s neba
Dodir s neba (Joan od Arcadia), igra riječi na Joan od Arc, što na engleskom znači Ivana Orleanska, francuskinja kojoj se, navodno, obraćao glas s neba. S obzirom na to da se radnja ove serije događa u izmišljenom gradu Arcadia, Joan of Arc (Ivana Orleanska) postala je Joan of Arcadia. Jona of Arcadia američka je fantastična televizijska dramska serija emitirana od 26. rujna 2003. do 22. travnja 2005.

## Sinopsis
Na prvi pogled Joan Girardi izgleda kao svaka druga šesnaestogodišnjakinja. S obitelji se upravo doselila u gradić Arcadiu, gdje je njezin otac Will dobio mjesto šefa policije, a majka Helen posao profesorice u srednjoj školi. Nesreća koja se dogodila godinu dana prije, ostavila je Joaninog starijeg brata Kevina u kolicima i uništila mu snove o budućnosti velikog sportaša. Njezin drugi brat, petnaestogodišnji Luke, kroz život prolazi zadovoljno, čitajući knjige i ne obazirući se na činjenicu što ga svi smatraju štreberom.
Dok se Joan pokušava izboriti za svoje mjesto u novom gradu, a članovi njezine obitelji i dalje pokušavaju nositi se s Kevinovom ozljedom, cjelokupnu situaciju dodatno će joj otežati i zakomplicirati posjeti Boga koji joj se ukazuje u likovima brojnih osoba. Kada jedne večeri ispred prozora ugleda nepoznatog muškarca, Joan nikako ne uspijeva uvjeriti roditelje i braću da govori istinu i da nije riječ samo o njezinoj mašti. Na putu u školu upoznaje slatkog dječaka koji joj ispriča mnogo o njenoj obitelji te prvo tvrdi da je on bio muškarac pred prozorom, da bi se na kraju predstavio kao Bog. Objasni joj kako ju je odabrao da mu povremeno pomaže i zatraži od nje da se zaposli u lokalnoj knjižari. Iako Joan počinje preispitivati vlastiti razum, ubrzo odlučuje poslušati njegov savjet te polako uviđa da postoji mnogo istine u staroj izreci "Čudni su putevi Gospodnji". 
Uvjerivši se da joj se uistinu događa nešto posebno, Joan je ipak pomalo skeptična pa nikome ne želi pričati o tajnim razgovorima. Što se njezine obitelji tiče, smatra da oni nakon nesreće ne bi mogli podnijeti ovakvu vijest. U međuvremenu se Will i Helen nikako ne mogu dogovoriti oko načina na koji bi pomogli ogorčenom Kevinu da nastavi živjeti normalnim životom i da se ne preda. Nesvjesni da za sve postoji pravo vrijeme i da njihov sin odluku mora donijeti sam, oboje se iznenade kada Kevin prizna kako mu je tek sestrin posao u knjižari otvorio oči i natjerao ga da shvati kako je vrijeme da se prestane žaliti i da počne opet uživati u životu.

## Informacije i zanimljivosti o seriji
- U prvotnom scenariju obitelj Girardi se trebala zvati obitelj Delaney.
- Lik "Will Girardi" se našao na 40. mjestu liste "50 najboljih TV očeva svih vremena" američkog TV vodiča.
- Izmišljeni gradić Arcadia je smješten u državi Maryland.
- Obitelj Girardi živi na adresi 2320 Euclid.
- Iako Chris Marquette (Adam Rowe) i Becky Wahlstorm (Grace Polk) nisu u glavnoj glumačkoj postavi sve do druge sezone serije, oboje su se pojavili u svim epizodama serije, osim u prvoj.
- Glavna glazbena tema serije jest "One of Us", koju interpretira Joan Osborne.
- Serija je bila nominirana i osvojila je neke od najprestižnijih TV nagrada u SAD-u, uključujući Emmy, Zlatni globus, Humanitas Prize, People's Choice Awards, Satellite Awards, Teen Choice Awards, Young Artists Awards itd.
- Amber Tamblyn koja u seriji tumači lik Joan Girardi je s dotičnom serijom osvojila nagradu Saturn za najbolju glumicu na televiziji.
- Želeći publici detaljnije objasniti ideju vodilju zaslužnu za nastanak ove serije, izvršna producentica Barbara Hall izjavila je: "Postoje mnoga neodgovorena pitanja o Bogu i načinu na koji riješava stvari, kako razmišlja. U seriji, Bog kaže da ne želi odgovarati na direktna pitanja jer je On tajna i ne želi objašnjavati što se događa." Prema Barbarinim riječima, serija govori o postavljanju brojnih teoloških i filozofskih pitanja, ali ne i o njihovim odgovorima. Autorica kaže i: "Ta pitanja su baš ono što pokreće Joan da djeluje i da sama uvidi posljedice svojih postupaka."
- Kroz seriju su u 2. sezone emitiranja prošle mnoge poznate TV zvijezde, kao npr. Erik Palladino, Annie Potts, April Grace, Constance Zimmer, Sydney Tamiia Poitier, Derek Morgan, Sprague Grayden, Sherri Shepherd, Diane Delano, Meredith Monroe, Shelley Long, Cloris Leachman, Haylie Duff, Kevin Rahm, Michael Badalucco, Wentworth Miller itd.

## Glumačka postava:
| Ime glumca/glumice | Uloga u seriji | Sezona u seriji |
| Amber Tamblyn      | Joan Girardi   | 1 - 2           |
| Joe Mantegna       | Will Girardi   | 1 - 2           |
| Mary Steenburgen   | Helen Girardi  | 1 - 2           |
| Jason Ritter       | Kevin Girardi  | 1 - 2           |
| Michael Welch      | Luke Girardi   | 1 - 2           |
| Chris Marquette    | Adam Rove      | 1 - 2           |
| Becky Wahlstorm    | Grace Polk     | 1 - 2           |

## Nagrade i nominacije
Nominacije:
Nagrada Saturn - najbolja televizijska glumica (Amber Tamblyn) 2004.

## Međunarodna emitiranja
- U Hrvatskoj, serija se emitirala na RTL Televizija.
- U Srbiji, serija se emitirala na RTV Pink.
- U Izraelu, serija se emitirala na Channel 3.
- U Brazilu, serija se emitirala na kanalu Sony Entertainment Television.
- U Sinagapuru, serija se emitirala na Channel 5.
- U Australiji, serija se emitirala na Channel Nine.
- U Austriji, serija se emitirala na ORF 1.
- U Francuskoj, serija se emitirala na TF1.
- U Mađarskoj, serija se emitirala na RTL Klub.
- U Indoneziji, serija se emitirala na Global Tv.
- U Italiji, serija se emitirala na Italia 1.
- U Nizozemskoj, serija se emitirala na RTL 4.
- U Poljskoj, serija se emitirala na Polsat.
- U Rumunjskoj, serija se emitirala na Pro Cinema.
- U većini zemalja Latinske Amerike, serija se emitirala na Sony Entertainment Television.
- U Španjolskoj, serija se emitirala na Canal+.
- U Novom Zelandu, serija se emitirala na TV3.
- U Velikoj Britaniji, serija se emitirala na LivingTv.
- Na Filipinima, serija se emitirala na ETC Entertainment Central, kasnije na QTV-11.
- U Čileu, serija se emitirala na Chilevision.
- U Ekvadoru, serija se emitirala na Teleamazonas.
- U Njemačkoj, serija se emitirala na Pro7.
- U Irskoj, serija se emitirala na RTE Two.
- U Kanadi, serija se emitirala na CTV.
- Na Tajlandu, serija se emitirala na UBC Series.

## Epizode

### Sezona 1: 2003-2004
| #  | Naslov epizode                    |  |
| -- | --------------------------------- |  |
| 1  | Pilot                             |  |
| 2  | The Fire and the Wood             |  |
| 3  | Touch Move                        |  |
| 4  | The Boat                          |  |
| 5  | Just Say No                       |  |
| 6  | Bringeth It On                    |  |
| 7  | Death Be Not Whatever             |  |
| 8  | The Devil Made Me Do It           |  |
| 9  | St. Joan                          |  |
| 10 | Drive, He Said                    |  |
| 11 | The Uncertainty Principle         |  |
| 12 | Jump                              |  |
| 13 | Recreation                        |  |
| 14 | State of Grace                    |  |
| 15 | Night Without Stars               |  |
| 16 | Double Dutch                      |  |
| 17 | No Bad Guy                        |  |
| 18 | Requiem for a Third Grade Ashtray |  |
| 19 | Do The MAth                       |  |
| 20 | Anonymous                         |  |
| 21 | Vanity, Thy Name Is Human         |  |
| 22 | The Gift                          |  |
| 23 | Silence                           |  |

### Sezona 2: 2004-2005
| #  | Naslov epizode                    |  |
| -- | --------------------------------- |  |
| 1  | Only Connect                      |  |
| 2  | Out of Sight                      |  |
| 3  | Back to the Garden                |  |
| 4  | The Cat                           |  |
| 5  | The Election                      |  |
| 6  | Wealth of Nations                 |  |
| 7  | P.O.V.                            |  |
| 8  | Friday Night                      |  |
| 9  | No Future                         |  |
| 10 | The Book of Questions             |  |
| 11 | Dive                              |  |
| 12 | Game Theory                       |  |
| 13 | Queen of the Zombies              |  |
| 14 | The Rise and Fall of Joan Girardi |  |
| 15 | Romancing the Joan                |  |
| 16 | Independence Day                  |  |
| 17 | Shadows and Light                 |  |
| 18 | Secret Service                    |  |
| 19 | Trial and Error                   |  |
| 20 | Spring Cleaning                   |  |
| 21 | Common Thread                     |  |
| 22 | Something Wicked This Way Comes   |  |